# Vinzenz Rizzi
Vincenc Rizzi, publicist, pesnik * 22. januar 1816, Špital ob Dravi, † 25. februar 1856, Celovec.

## Življenje
Vincenc Rizzi je koroški nemški pesnik, kritik in publicist, rojen okrajnemu komisarju Janezu in Ani, rojeni Schweiger. Po očetovi smrti ga je z bratom Jožefom in sestro Terezijo k sebi vzel stric, ljubljanski župan Janez Nepomuk Hradecky in tako je šolanje nadaljeval v Ljubljani. Od jeseni 1826 je obiskoval gimnazijo, od 1832 do 1834 pa licej. Z Janezom Čopom, A. Mažgonom, Jernejem Zupancem je v šolskem letu 1829/30 in 1830/1 bil učenec Matije Čopa. Leta 1834 je nastopil službo praktikanta pri državnem knjigovodstvu in naslednje leto postal akcesist (pripravnik). Leta 1839 se je odpravil na Dunaj, kjer je pisal za časopis der Adler Grossa-Hoffingerja ter Saphirov Humorist. Vrnil se je v Celovec ter vstopil v semenišče. Bogoslovni študij je končal leta 1844, duhovniško službo je združil s časnikarstvom.

## Delo

### Časnikarstvo
Delal je v uredništvu Klagenfurter Zeitung in ga leta 1848 skupaj s prilogo urejal. Leta 1849 je v Beljaku osnoval opozicijski časopis Deutsche Monatsschrift aus Kärnten, a je prišel zato v spor s cerkvenimi predstojniki in mesečnik je prenehal izhajati. Vse do smrti je nato urejal Klagenfurter Zeitung. Pisal je o etnografiji, nemškem leposlovju, državnem in cerkvenem pravu. V letih tiskovne svobode tudi o avstrijskih političnih zadevah.

### Pesništvo
Pesniti je začel v gimnazijskih letih. V krožku mladih nemških literatov je med Čopovimi učenci in kasneje pod Petruzzijevim mentorstvom veljal za najbolj nadarjenega mladega poeta. 
Pesmi je objavljal med 1833 in 1842. Prva je izšla 23. februarja 1833 in nosila naslov Das Ideal. Pisal je refleksivno, ljubezensko, pokrajinsko in prigodniško liriko. Pesniško zbirko je želel izdati leta 1840 na Dunaju, a zanjo ni dobil založnika. Šele 66 let kasneje, 1906 je Ludwig Germonik na Dunaju objavil zbirko pesmi iz Rizzijeve zapuščine z naslovom Vinzenz Rizzi's Dichtungen und Denkblätter, nato pa čez dve leti objavil še razširjeno izdajo Vinzenz Rizzi's Gesammelte Schriften, 2. Ausgabe.
Rizzi je bil izrazito humanistično usmerjen, naučil se je tudi slovenščine, se zanimal za slovensko kulturno življenje ter močno vzljubil Prešernovo poezijo. V pesmih se je dotaknil pomembnih Slovencev, kot sta Friderik Baraga (Gruss an Friedrich Baraga, Missionär in Nordamerika, bei Gelegenheit seines Besuches in der Heimat Krain) in Matija Čop (Auf den Tod des Mathias Čop, Bibliothekar in Laibach).

### Ocenjevalec Prešerna
Rizzi je Prešerna in njegovo delo izredno spoštoval ter ga tudi osebno poznal. Odraz tega so trije prevodi Prešernovih pesmi v nemščino ter ocena njegovih Poezij.
Prevodi
- Sila spomina (Macht der Erinnerung, 1844)
- Mornar (Der Seeman, 1844)
- Orglar (Der Leiermann, 1849)

9. jun. 1836 je Antonu Laschanu pisal, da je Krst pri Savici vzbudil veliko navdušenje mladine. To je najstarejša znana izjava o Krstu. Njegova ocena Poezij je bila objavljena leta 1849. Zapisal je, da zbirke predmarčna cenzura ni omadeževala, saj se v pesmih pretkano skrivajo protesti zoper tedanje politično stanje. Prešerna je označil za pomembnega slovenskega pesnika, ki je dvignil pesniško ustvarjanje nad ljudsko pesem. Zapisal je, da Prešeren izraža veliko ljubezen do domovine, vendar ne narodne podivjanosti. Posebej izpostavi Sonetni venec, ki najlepše prikazuje zlitje ljubezni do domovine in do srčne izbranke. Pesem Nezakonska mati postavi ob bok Goethejevemu delu. Zaradi Krsta pri Savici se je celo sam odpravil v kraje, ki jih Prešeren omenja. Tako je lahko ocenil uprizoritev notranjega boja glavnih oseb v zlitju s pokrajinskim ozadjem.
Vincenc Rizzi je dojemal Prešernovo ustvarjanje resneje in globlje kot domače okolje. Postavil ga je ob bok velikih ustvarjalcev, kot so Petrarka, Shakespeare, Goethe, Bürger, Platen, idr.

## Pomen
- Po njem se od 1994 imenuje društvo za demokratično sožitje kultur, Vinzenz-Rizzi-Gesellschaft.
- Slovenska prosvetna zveza in Zveza slovenskih organizacij pa podeljujeta njegovo nagrado: Rizzijeva nagrada.